# クサトベラ
クサトベラ（草海桐花、Scaevola taccada）はクサトベラ科の常緑低木。太平洋からインド洋にかけての熱帯・亜熱帯の海岸またはその近くに自生し、日本では薩南諸島以南の南西諸島と小笠原諸島に産する。クサトベラ科の中では分布域が広く、日本に自生する唯一種でもある（テリハクサトベラを変種または別種とすることもある）。
高さは1-2メートル。葉は茎の先に集まって互生し、長さ十数センチの長倒卵形、革質でトベラに似て少し大きい。茎は下部が木化するが、柔らかいのでクサトベラの名がある。花は子房下位、幅数ミリの左右対称の唇状で、葉腋から出る小型の集散花序につく。亜熱帯では初夏に咲く。花冠は扇状に5裂し、白くて紫色の筋があり、開花後次第に黄色く変色する。果実は楕円形の核果で白く熟し、種子を2つ含む。果実は鳥に食われ、また種子は海流散布されるため広い地域に分布する。熱帯・亜熱帯では道路などの植え込みによく使われ、大西洋沿岸でも野生化している。